# 러시아의 우크라이나 침공 당시 러시아인의 이민
러시아의 우크라이나 침공 당시 러시아인의 이민에 관한 문서이다.
2022년 2월 말에 시작된 러시아의 우크라이나 침공 이후, 2022년 3월 중순까지 300,000명 이상의 러시아 시민과 거주자가 러시아를 떠난 것으로 추산되며, 2022년 8월 말까지 최소 500,000명, 10월 초까지 추가로 400,000명이 러시아를 떠났다. 총 약 900,000이다. 이 숫자에는 경제적 이민자, 양심적 병역거부자, 일부 정치적 난민이 포함된다.

## 같이 보기
- 우크라이나 난민 위기
- 병역 기피
- 백계 러시아인
- 백청백기